# Neutronspinekhó
A neutronspinekhó vagy gyakori írásmóddal neutronspin-echo a szilárdtestfizikai anyagszerkezet-vizsgálatok ún. rugalmatlan neutronszórásos, neutronspektroszkópiai vizsgálati módszere. A nemzetközileg elismert eljárás elvi alapjait Mezei Ferenc (1942) magyar fizikus dolgozta ki és igazolta kísérletileg 1972-ben.

## Feltalálása
A kísérleti fizikus Mezei fő kutatási területe az 1960-as évek végétől a nagy intenzitású neutron- és töltöttrészecske-nyalábok előállításának és alkalmazásának kérdései voltak. A ferromágneses ötvözeteken végzett rugalmatlan neutronszórási kísérleteinek, majd a polarizált neutronnyalábok analízisének eredményeként dolgozta ki a neutronspinekhó elvét, amelyet 1972-ben a csillebérci kutatóreaktorban kísérletileg is igazolt.

## Jelentősége
A hagyományos rugalmatlan neutronszórásos vizsgálatok azon az elven alapulnak, hogy az anyagok belső atomi és szubatomi dinamikáját előidéző gerjesztések (pl. rácsrezgések, spinhullámok) hullámhossza és energiája a termikus neutronok hullámhosszával és energiájával közelítően azonos nagyságrendű. E felismerés alapján a vizsgált anyag energia-eloszlási függvényeinek, dinamikai folyamatainak vizsgálata az impulzusszerűen előállított és a vizsgált tárggyal ütköztetett neutronnyaláb repülési idejének diffrakciós, spektroszkópiás mérésével lehetséges. Miután azonban a szilárd anyagok atomi szintű dinamikája csak nagyságrendileg azonos a neutronokéval, e vizsgálati módszerekkel a bizonytalansági tényező nem küszöbölhető ki. A Mezei-féle neutronspinekhó elve pontosabb vizsgálatot tesz lehetővé azzal, hogy alkalmas a neutronszórásban részt vevő valamennyi részecske sebességének, sebességváltozásának és energiaszintjének nanoelektronvoltban történő polarizációs analízisére. Az elv alapja, hogy mágneses térben minden egyes neutron spinje a térre merőleges irányú és állandó szögsebességű processziós mozgást végez. 
A Mezei-féle elv gyakorlati megvalósításának érdekében jött létre a megállapodás az MTA Központi Fizikai Kutatóintézete és a nagy fluxusú neutronforrással rendelkező grenoble-i Laue–Langevin Intézet (ILL) együttműködéséről, amelynek keretében Mezei 1972 után – a magyar kormányzati szervek jóváhagyásával, Pál Lénárd és Rudolf Mössbauer támogatásával – a helyszínen irányította a fejlesztési munkálatokat. A neutronspinekhó elvén működő első berendezés, a háromtengelyű spektrométer (ún. Mezei-flipper) fejlesztésével 1978-ra készültek el. Alkalmazásával lehetővé vált az atommag szerkezetének és gerjesztett állapotának spektroszkópiai tanulmányozása, az atomok szilárdtestekben való mozgásának nyomon követése, a polimerek, biopolimerek, kolloidok, kondenzált, egydimenziós mágneses vagy szuprafolyékony anyagok, szupravezetők, folyadékkristályok, spinüvegek stb. anyagszerkezeti jellemzőinek, változásainak és fázisátalakulásainak vizsgálata.